# Leonhard von Stryk
Leonhard von Stryk (russisch Леонард фон Штрик; * 22. Januarjul. / 3. Februar 1834greg.; † 1882 in Dresden) war ein deutsch-baltischer Historiker und Autor.

## Leben
Stryk stammte aus dem livländischen Adelsgeschlecht von Stryk. Seine Eltern waren der livländische Landrat und Präsident des livländischen Konsistoriums Wilhelm von Stryk (* 1803) und Eleonora von Mensenkampff (* 1798; † 1876).
Stryk studierte an der Kaiserlichen Universität Dorpat von 1853 bis 1856 Rechtswissenschaften. Nach dem Abschluss war er zunächst zweiter, von 1867 bis 1882 erster Sekretär der estländischen Distriktsdirektion des livländischen Kreditvereins. Bereits 1876 hatte er sich mit Amalie Aline von Fölkersahm (* 1850; † 1914) vermählt. 1882 verlegte er seinen Lebensmittelpunkt nach Dresden und gehörte damit nicht mehr der livländischen Ritterschaft an.

## Werke
- Livländische Güter-Geschichte. Dorpat 1876.
- Beiträge zur Geschichte der Rittergüter Livlands. Erster Teil, Der ehstnische District mit vier Karten. C. Mattiesen, Dorpat 1877; (2. Auflage, Hirschheydt, Hannover-Döhren 1969).Volltext
- Beiträge zur Geschichte der Rittergüter Livlands. Zweiter Teil, Der lettische District. Albanus (Chr. Teich), Dresden 1885; (2. Auflage, Hirschheydt, Hannover-Döhren 1969).